# 李應元 (嘉靖進士)
李應元（？—？），字文徵，號古河，河南開封府祥符縣人，民籍，明朝政治人物。同進士出身。

## 生平
嘉靖二十五年（1546年）丙午科河南鄉試第六十二名舉人。嘉靖三十二年（1553年）中式癸丑科會試第三百三十二名，三甲第五十四名進士。通政司观政，授山西長治知县，升户部主事，歷官户部郎中。嘉靖四十一年（1562年）陞山西太原府知府。

## 家族
曾祖李能；祖父李銘；父李宥，母王氏。兄李应魁（知县）。